# Peppermint (manhwa)
Pour les articles homonymes, voir Peppermint.
Peppermint (페퍼민트) est un sunjeong manhwa de Seo Eun-jin en quatre volumes publiés en Corée du Sud aux éditions Haksan et en français en intégralité chez Saphira [Quand ?].

## Histoire
Peppermint raconte l'histoire d'Haei, une jeune collégienne amoureuse d'Idji, une idole montante qui se trouve dans son collège. Malheureusement pour elle, elle fait la rencontre d'un garçon en primaire, nommé Io, et qui se trouve être le petit frère d'Idji ! Les ennuis ne font que commencer, car Io tombe amoureux d'elle et essaie de la conquérir par tous les moyens ! Haei devra alors, malgré elle, affronter une redoutable rivale : Mary, camarade de classe de Io et amoureuse de ce-dernier. En même temps, elle sent que ses sentiments sont en train de changer : qui, des deux frères, aura finalement son cœur ?